# Quasiirregularina
Quasiirregularina es un género de foraminífero bentónico de la subfamilia Archaesphaerinae, de la familia Archaesphaeridae, de la superfamilia Parathuramminoidea, del suborden Fusulinina y del orden Fusulinida. Su especie tipo es Quasiirregularina primula. Su rango cronoestratigráfico abarca desde el Frasniense hasta el Fameniense (Devónico superior).

## Discusión
Clasificaciones más recientes incluyen Quasiirregularina en la superfamilia Caligelloidea, del suborden Earlandiina, del orden Earlandiida, de la subclase Afusulinana y de la clase Fusulinata.

## Clasificación
Quasiirregularina incluye a las siguientes especies:
- Quasiirregularina primula †
- Quasiirregularina varia †